# アムンディ
アムンディ（仏: Amundi S.A.）は、フランス・パリに本社を置き、資産運用を扱う金融サービス企業。世界約35カ国で事業を展開し、日本では「アムンディ・ジャパン株式会社」が事業を行っている。ユーロネクスト・パリ上場企業（Euronext: AMUN ）。

## 沿革
2010年1月1日、クレディ・アグリコルの資産運用部門（クレディ・アグリコル・アセット・マネジメント、CAAM）とソシエテ・ジェネラルの資産運用部門（ソシエテ・ジェネラル・アセット・マネジメント、SGAM）が合併し設立された。2015年6月、ソシエテ・ジェネラルは保有する株式の売却を発表、同年11月、アムンディはユーロネクスト・パリに株式上場し公開企業となった。以降クレディ・アグリコルが株式の約7割を保有している。2017年7月、ウニクレディトの資産管理子会社であるパイオニア・インベストメンツを買収した。

## スポンサー
2021年以降、フランスのエヴィアン＝レ＝バンで毎年開催される女子ゴルフトーナメント・エビアン選手権のタイトルスポンサーとなっている。

## 日本におけるアムンディ
日本法人「アムンディ・ジャパン株式会社」（Amundi Japan Ltd.）は2010年7月、前身のクレディ・アグリコルアセットマネジメント株式会社とソシエテジェネラルアセットマネジメント株式会社が合併し設立された。投資信託業および投資顧問業を行っている。2016年4月に規約型企業年金を担当していたアムンディ・ジャパン証券株式会社と合併し、第一種金融商品取引業を追加した。東京（汐留住友ビル）にオフィスを持つ。